# Discografia di Daniele Coro
La discografia di Daniele Coro consiste in collaborazioni, nel ruolo di paroliere, autore, produttore o musicista, con numerosi cantanti italiani.

## Nel ruolo di autore
| Anno | Titolo                               | Autori del testo                                                            | Autori della musica                                                  | Interpreti                                                                         | Album                               | Certificazione singolo          |   |
| ---- | ------------------------------------ | --------------------------------------------------------------------------- | -------------------------------------------------------------------- | ---------------------------------------------------------------------------------- | ----------------------------------- | ------------------------------- | - |
| 2002 | Sol Amor y Mar                       | Daniele Coro e Fabio Serri                                                  | Daniele Coro, Fabio Serri e Daniele Luppino                          | Marquica                                                                           | —                                   | —                               |   |
| 2003 | Easy                                 | Daniele Coro e Nicoletta Marchica                                           | Daniele Coro e Daniele Luppino                                       | Marquica                                                                           | —                                   | —                               |   |
| 2005 | Italy                                | Rossano Gentili                                                             | Daniele Coro                                                         | Dirotta su Cuba                                                                    | Jaz                                 | —                               |   |
| 2005 | La goccia che canta                  | Rossano Gentili                                                             | Daniele Coro                                                         | Dirotta su Cuba                                                                    | Jaz                                 | —                               |   |
| 2008 | Bellissimo così                      | Laura Pausini, Cheope                                                       | Daniele Coro e Federica Camba                                        | Laura Pausini                                                                      | Primavera in anticipo               | —                               |   |
| 2008 | Bellissimo asì                       | Laura Pausini, Cheope e Ignacio Ballesteros                                 | Daniele Coro e Federica Camba                                        | Laura Pausini                                                                      | Primavera anticipada                | —                               |   |
| 2009 | Tutto il tempo che vorrai            | Daniele Coro e Federica Camba                                               | Daniele Coro e Federica Camba                                        | Silvia Olari                                                                       | Scialla                             | —                               |   |
| 2009 | Dentro ad ogni brivido               | Daniele Coro e Federica Camba                                               | Daniele Coro e Federica Camba                                        | Marco Carta                                                                        | La forza mia                        | —                               |   |
| 2009 | Domani                               | Daniele Coro e Federica Camba                                               | Daniele Coro e Federica Camba                                        | Valerio Scanu                                                                      | Sentimento                          | —                               |   |
| 2009 | Stupida                              | Daniele Coro, Federica Camba e Diego Calvetti                               | Daniele Coro, Federica Camba e Diego Calvetti                        | Alessandra Amoroso                                                                 | Stupida                             | —                               |   |
| 2009 | Splendida follia                     | Daniele Coro, Federica Camba, Emiliano Cecere e Diego Calvetti              | Daniele Coro, Federica Camba, e Diego Calvetti                       | Alessandra Amoroso                                                                 | Stupida                             | —                               |   |
| 2009 | Immobile                             | Daniele Coro e Federica Camba                                               | Daniele Coro e Federica Camba                                        | Alessandra Amoroso                                                                 | Stupida                             | - Italia Platino                |   |
| 2009 | È ora di te                          | Daniele Coro e Federica Camba                                               | Daniele Coro e Federica Camba                                        | Alessandra Amoroso                                                                 | Stupida                             | —                               |   |
| 2009 | Stella incantevole                   | Daniele Coro, Federica Camba e Diego Calvetti                               | Daniele Coro, Federica Camba e Sergio Vinci                          | Alessandra Amoroso                                                                 | Stupida                             | —                               |   |
| 2009 | Da qui                               | Daniele Coro, Federica Camba, Emiliano Cecere e Diego Calvetti              | Daniele Coro, Federica Camba e Diego Calvetti                        | Alessandra Amoroso                                                                 | Stupida                             | —                               |   |
| 2009 | Raccontami di te                     | Daniele Coro, Federica Camba e Diego Calvetti                               | Daniele Coro e Federica Camba                                        | Silvia Olari                                                                       | Silvia Olari                        | —                               |   |
| 2009 | Bella come sei                       | Daniele Coro, Federica Camba e Diego Calvetti                               | Daniele Coro, Federica Camba e Diego Calvetti                        | Luca Napolitano                                                                    | Vai                                 | —                               |   |
| 2009 | Bisogna fare l'amore                 | Daniele Coro e Federica Camba                                               | Daniele Coro e Federica Camba                                        | Martina Stavolo                                                                    | Due cose importanti                 | —                               |   |
| 2009 | La mia presenza                      | Daniele Coro e Federica Camba                                               | Daniele Coro e Federica Camba                                        | Martina Stavolo                                                                    | Due cose importanti                 | —                               |   |
| 2009 | Due cose importanti                  | Daniele Coro, Federica Camba e Diego Calvetti                               | Daniele Coro e Federica Camba                                        | Martina Stavolo                                                                    | Due cose importanti                 | —                               |   |
| 2009 | Estranei a partire da ieri           | Daniele Coro e Federica Camba                                               | Daniele Coro e Federica Camba                                        | Alessandra Amoroso                                                                 | Senza nuvole                        | —                               |   |
| 2009 | Senza nuvole                         | Daniele Coro e Federica Camba                                               | Daniele Coro e Federica Camba                                        | Alessandra Amoroso                                                                 | Senza nuvole                        | - Italia Platino                |   |
| 2009 | Ama chi ti vuole bene                | Daniele Coro e Federica Camba                                               | Daniele Coro e Federica Camba                                        | Alessandra Amoroso                                                                 | Senza nuvole                        | —                               |   |
| 2009 | Arrivi tu                            | Daniele Coro e Federica Camba                                               | Daniele Coro e Federica Camba                                        | Alessandra Amoroso                                                                 | Senza nuvole                        | —                               |   |
| 2009 | Polvere di stelle                    | Daniele Coro e Federica Camba                                               | Daniele Coro e Federica Camba                                        | Valerio Scanu                                                                      | Valerio Scanu                       | —                               |   |
| 2009 | Mia                                  | Daniele Coro e Federica Camba                                               | Daniele Coro e Federica Camba                                        | Luca Napolitano                                                                    | L'infinito                          | —                               |   |
| 2009 | Grazie a tutti                       | Daniele Coro, Federica Camba e Gian Luigi Morandi                           | Daniele Coro e Federica Camba                                        | Gianni Morandi                                                                     | Canzoni da non perdere              | —                               |   |
| 2009 | L'amore ha il suo punto di vista     | Daniele Coro e Federica Camba                                               | Daniele Coro e Federica Camba                                        | Arianna Mereu                                                                      | Sfida                               | —                               |   |
| 2009 | All'infinito                         | Daniele Coro e Marco Ciappelli                                              | Diego Calvetti                                                       | Noemi                                                                              | Sulla mia pelle                     | —                               |   |
| 2010 | Mal di vivere                        | Daniele Coro e Federica Camba                                               | Daniele Coro e Federica Camba                                        | Federica Camba                                                                     | Magari oppure no                    | —                               |   |
| 2010 | Come siamo in tanti                  | Daniele Coro e Federica Camba                                               | Daniele Coro e Federica Camba                                        | Federica Camba                                                                     | Magari oppure no                    | —                               |   |
| 2010 | Magari oppure no                     | Daniele Coro e Federica Camba                                               | Daniele Coro e Federica Camba                                        | Federica Camba                                                                     | Magari oppure no                    | —                               |   |
| 2010 | Tutta un'altra storia                | Daniele Coro e Federica Camba                                               | Daniele Coro e Federica Camba                                        | Federica Camba                                                                     | Magari oppure no                    | —                               |   |
| 2010 | Incantevole incoerenza               | Daniele Coro e Federica Camba                                               | Daniele Coro e Federica Camba                                        | Federica Camba                                                                     | Magari oppure no                    | —                               |   |
| 2010 | Uno più uno fa mille                 | Daniele Coro e Federica Camba                                               | Daniele Coro e Federica Camba                                        | Federica Camba                                                                     | Magari oppure no                    | —                               |   |
| 2010 | Mi viene così                        | Daniele Coro e Federica Camba                                               | Daniele Coro e Federica Camba                                        | Federica Camba                                                                     | Magari oppure no                    | —                               |   |
| 2010 | Così tanto                           | Daniele Coro e Federica Camba                                               | Daniele Coro e Federica Camba                                        | Federica Camba                                                                     | Magari oppure no                    | —                               |   |
| 2010 | Un momento eterno                    | Daniele Coro e Federica Camba                                               | Daniele Coro e Federica Camba                                        | Federica Camba                                                                     | Magari oppure no                    | —                               |   |
| 2010 | Tutto uguale                         | Daniele Coro e Federica Camba                                               | Daniele Coro e Federica Camba                                        | Federica Camba                                                                     | Magari oppure no                    | —                               |   |
| 2010 | Tutto uguale (Reprise) (Ghost Track) | Daniele Coro e Federica Camba                                               | Daniele Coro e Federica Camba                                        | Federica Camba                                                                     | Magari oppure no                    | —                               |   |
| 2010 | Sembra strano                        | Daniele Coro e Federica Camba                                               | Daniele Coro e Federica Camba                                        | Emma                                                                               | Oltre                               | —                               |   |
| 2010 | L'esigenza di te                     | Daniele Coro e Federica Camba                                               | Daniele Coro e Federica Camba                                        | Emma                                                                               | Oltre                               | —                               |   |
| 2010 | Un sogno a costo zero                | Daniele Coro e Federica Camba                                               | Daniele Coro e Federica Camba                                        | Emma                                                                               | Oltre                               | —                               |   |
| 2010 | Davvero                              | Daniele Coro e Federica Camba                                               | Daniele Coro e Federica Camba                                        | Emma                                                                               | Oltre                               | —                               |   |
| 2010 | Folle paradiso                       | Daniele Coro e Federica Camba                                               | Daniele Coro e Federica Camba                                        | Emma                                                                               | Oltre                               | —                               |   |
| 2010 | La voce delle stelle                 | Daniele Coro e Federica Camba                                               | Daniele Coro e Federica Camba                                        | Loredana Errore                                                                    | Ragazza occhi cielo                 | —                               |   |
| 2010 | La vedova nera                       | Daniele Coro e Federica Camba                                               | Daniele Coro e Federica Camba                                        | Loredana Errore                                                                    | Ragazza occhi cielo                 | —                               |   |
| 2009 | Ti amo                               | Daniele Coro e Federica Camba                                               | Daniele Coro e Federica Camba                                        | Loredana Errore                                                                    | Ragazza occhi cielo                 | —                               |   |
| 2010 | Un motivo per restare                | Daniele Coro e Federica Camba                                               | Daniele Coro e Federica Camba                                        | Marco Carta                                                                        | Il cuore muove                      | —                               |   |
| 2010 | Niente più di me                     | Daniele Coro e Federica Camba                                               | Daniele Coro e Federica Camba                                        | Marco Carta                                                                        | Il cuore muove                      | —                               |   |
| 2010 | Dove sono i colori                   | Daniele Coro e Federica Camba                                               | Daniele Coro e Federica Camba                                        | Alessandra Amoroso                                                                 | Il mondo in un secondo              | —                               |   |
| 2010 | Non ho che te                        | Daniele Coro e Federica Camba                                               | Daniele Coro e Federica Camba                                        | Alessandra Amoroso                                                                 | Il mondo in un secondo              | —                               |   |
| 2010 | Romantica ossessione                 | Daniele Coro e Federica Camba                                               | Daniele Coro e Federica Camba                                        | Alessandra Amoroso                                                                 | Il mondo in un secondo              | —                               |   |
| 2010 | Domani con gli occhi di ieri         | Daniele Coro e Federica Camba                                               | Daniele Coro e Federica Camba                                        | Alessandra Amoroso                                                                 | Il mondo in un secondo              | —                               |   |
| 2010 | Un fiore dal niente                  | Daniele Coro e Federica Camba                                               | Daniele Coro e Federica Camba                                        | Alessandra Amoroso                                                                 | Il mondo in un secondo              | —                               |   |
| 2010 | A sud di NY                          | Daniele Coro, Federica Camba e Elena Bonelli                                | Daniele Coro e Federica Camba                                        | Luca Napolitano e Federica Camba                                                   | Di me                               | —                               |   |
| 2010 | Dall'altra parte                     | Daniele Coro e Federica Camba                                               | Daniele Coro e Federica Camba                                        | Giorgia Urrico                                                                     | Amici 2009                          | —                               |   |
| 2011 | Fuori                                | Daniele Coro e Federica Camba                                               | Daniele Coro e Federica Camba                                        | Annalisa                                                                           | Nali                                | —                               |   |
| 2011 | Questo bellissimo gioco              | Daniele Coro e Federica Camba                                               | Daniele Coro e Federica Camba                                        | Annalisa                                                                           | Nali                                | —                               |   |
| 2011 | Brividi                              | Daniele Coro e Federica Camba                                               | Daniele Coro e Federica Camba                                        | Annalisa                                                                           | Nali                                | —                               |   |
| 2011 | Senza averti mai                     | Daniele Coro e Federica Camba                                               | Daniele Coro e Federica Camba                                        | Emma                                                                               | Sarò libera                         | —                               |   |
| 2011 | Maledetto quel giorno                | Daniele Coro e Federica Camba                                               | Daniele Coro e Federica Camba                                        | Emma                                                                               | Sarò libera                         | —                               |   |
| 2011 | Scusa se vado via                    | Daniele Coro e Federica Camba                                               | Daniele Coro e Federica Camba                                        | Emma                                                                               | Sarò libera                         | —                               |   |
| 2011 | Amore surreale                       | Daniele Coro e Federica Camba                                               | Daniele Coro e Federica Camba                                        | Antonino                                                                           | Costellazioni                       | —                               |   |
| 2011 | Prenditi cura di me                  | Daniele Coro e Federica Camba                                               | Daniele Coro e Federica Camba                                        | Alessandra Amoroso                                                                 | Cinque passi in più                 | —                               |   |
| 2011 | È vero che vuoi restare              | Daniele Coro e Federica Camba                                               | Daniele Coro e Federica Camba                                        | Alessandra Amoroso                                                                 | Cinque passi in più                 | - Italia Oro                    |   |
| 2011 | Ti aspetto                           | Daniele Coro e Federica Camba                                               | Daniele Coro e Federica Camba                                        | Alessandra Amoroso                                                                 | Cinque passi in più                 | —                               |   |
| 2011 | L'altra metà di te                   | Daniele Coro e Federica Camba                                               | Daniele Coro e Federica Camba                                        | Alessandra Amoroso                                                                 | Cinque passi in più                 | —                               |   |
| 2011 | Succede                              | Daniele Coro e Federica Camba                                               | Daniele Coro e Federica Camba                                        | Alessandra Amoroso                                                                 | Cinque passi in più                 | —                               |   |
| 2011 | Favola testarda                      | Daniele Coro e Federica Camba                                               | Daniele Coro e Federica Camba                                        | L'Aura Abela                                                                       | Sei come me                         | —                               |   |
| 2012 | Bolle                                | Daniele Coro e Federica Camba                                               | Daniele Coro e Federica Camba                                        | Annalisa                                                                           | Mentre tutto cambia                 | —                               |   |
| 2012 | Fammi entrare                        | Daniele Coro e Federica Camba                                               | Daniele Coro e Federica Camba                                        | Marco Carta                                                                        | Necessità lunatica                  | —                               |   |
| 2012 | Mi hai guardato per caso             | Daniele Coro e Federica Camba                                               | Daniele Coro e Federica Camba                                        | Marco Carta                                                                        | Necessità lunatica                  | - Italia: Oro                   |   |
| 2012 | Necessità lunatica                   | Daniele Coro e Federica Camba                                               | Daniele Coro e Federica Camba                                        | Marco Carta                                                                        | Necessità lunatica                  | - Italia: Oro                   |   |
| 2012 | Ti voglio bene                       | Daniele Coro e Federica Camba                                               | Daniele Coro e Federica Camba                                        | Marco Carta                                                                        | Necessità lunatica                  | —                               |   |
| 2012 | Scelgo me                            | Daniele Coro e Federica Camba                                               | Daniele Coro e Federica Camba                                        | Marco Carta                                                                        | Necessità lunatica                  | - Italia: Oro                   |   |
| 2012 | Solo un ricordo ma immenso           | Daniele Coro e Federica Camba                                               | Daniele Coro e Federica Camba                                        | Marco Carta                                                                        | Necessità lunatica                  | —                               |   |
| 2012 | Ti sorriderò                         | Daniele Coro e Federica Camba                                               | Daniele Coro e Federica Camba                                        | Marco Carta                                                                        | Necessità lunatica                  | —                               |   |
| 2012 | Ritorni mia                          | Daniele Coro e Federica Camba                                               | Daniele Coro e Federica Camba                                        | Marco Carta                                                                        | Necessità lunatica                  | —                               |   |
| 2012 | Ciao                                 | Daniele Coro e Federica Camba                                               | Daniele Coro e Federica Camba                                        | Alessandra Amoroso                                                                 | Ancora di più - Cinque passi in più | - Italia: Oro                   |   |
| 2012 | Ancora di più                        | Daniele Coro e Federica Camba                                               | Daniele Coro e Federica Camba                                        | Alessandra Amoroso                                                                 | Ancora di più - Cinque passi in più | —                               |   |
| 2012 | La volta buona                       | Daniele Coro e Federica Camba                                               | Daniele Coro e Federica Camba                                        | Alessandra Amoroso                                                                 | Ancora di più - Cinque passi in più | —                               |   |
| 2012 | Di te ho bisogno                     | Daniele Coro e Federica Camba                                               | Daniele Coro e Federica Camba                                        | Ottavio De Stefano                                                                 | Solo un'ora                         | —                               |   |
| 2013 | Ma che vita fai                      | Daniele Coro e Federica Camba                                               | Daniele Coro e Federica Camba                                        | Emma                                                                               | Schiena                             | —                               |   |
| 2013 | Congiunzione astrale                 | Daniele Coro e Federica Camba                                               | Daniele Coro e Federica Camba                                        | Nek                                                                                | Filippo Neviani                     | —                               |   |
| 2013 | La metà di niente                    | Daniele Coro, Federica Camba e Filippo Neviani                              | Daniele Coro, Federica Camba e Filippo Neviani                       | Nek                                                                                | Filippo Neviani                     | —                               |   |
| 2013 | Soltanto te                          | Daniele Coro e Federica Camba                                               | Filippo Neviani                                                      | Nek                                                                                | Filippo Neviani                     | —                               |   |
| 2013 | Uno come me                          | Daniele Coro, Federica Camba e Filippo Neviani                              | Filippo Neviani                                                      | Nek                                                                                | Filippo Neviani                     | —                               |   |
| 2013 | Sempre così                          | Daniele Coro e Federica Camba                                               | Daniele Coro e Federica Camba                                        | Ylenia Morganti                                                                    | Amici 2013                          | —                               |   |
| 2013 | Baciami tu                           | Daniele Coro e Federica Camba                                               | Daniele Coro e Federica Camba                                        | Federica Camba                                                                     | Buonanotte sognatori                | —                               |   |
| 2013 | Una cosa grande                      | Daniele Coro e Federica Camba                                               | Daniele Coro e Federica Camba                                        | Federica Camba                                                                     | Buonanotte sognatori                | —                               |   |
| 2013 | Quanto amore hai                     | Daniele Coro e Federica Camba                                               | Daniele Coro e Federica Camba                                        | Federica Camba                                                                     | Buonanotte sognatori                | —                               |   |
| 2013 | La mia mano                          | Daniele Coro e Federica Camba                                               | Daniele Coro e Federica Camba                                        | Federica Camba                                                                     | Buonanotte sognatori                | —                               |   |
| 2013 | Vivere vivere                        | Daniele Coro e Federica Camba                                               | Daniele Coro e Federica Camba                                        | Federica Camba                                                                     | Buonanotte sognatori                | —                               |   |
| 2013 | Piccola                              | Daniele Coro e Federica Camba                                               | Daniele Coro e Federica Camba                                        | Federica Camba                                                                     | Buonanotte sognatori                | —                               |   |
| 2013 | Libera                               | Daniele Coro e Federica Camba                                               | Daniele Coro e Federica Camba                                        | Federica Camba                                                                     | Buonanotte sognatori                | —                               |   |
| 2013 | L'amore                              | Daniele Coro e Federica Camba                                               | Daniele Coro e Federica Camba                                        | Federica Camba                                                                     | Buonanotte sognatori                | —                               |   |
| 2013 | Penso a te                           | Daniele Coro e Federica Camba                                               | Daniele Coro e Federica Camba                                        | Federica Camba                                                                     | Buonanotte sognatori                | —                               |   |
| 2013 | Non conta niente                     | Daniele Coro e Federica Camba                                               | Daniele Coro e Federica Camba                                        | Federica Camba                                                                     | Buonanotte sognatori                | —                               |   |
| 2013 | Buonanotte sognatori                 | Daniele Coro e Federica Camba                                               | Daniele Coro e Federica Camba                                        | Federica Camba                                                                     | Buonanotte sognatori                | —                               |   |
| 2013 | Lontano dagli occhi                  | Daniele Coro e Federica Camba                                               | Daniele Coro e Federica Camba                                        | Verdiana Zangaro                                                                   | Lontano dagli occhi                 | —                               |   |
| 2013 | E tu                                 | Daniele Coro e Federica Camba                                               | Daniele Coro e Federica Camba                                        | Verdiana Zangaro                                                                   | Lontano dagli occhi                 | —                               |   |
| 2013 | Una giornata nera                    | Daniele Coro e Federica Camba                                               | Daniele Coro e Federica Camba                                        | Verdiana Zangaro                                                                   | Lontano dagli occhi                 | —                               |   |
| 2013 | E adesso                             | Daniele Coro e Federica Camba                                               | Daniele Coro e Federica Camba                                        | Verdiana Zangaro                                                                   | Lontano dagli occhi                 | —                               |   |
| 2013 | Il 3 settembre                       | Daniele Coro e Federica Camba                                               | Daniele Coro e Federica Camba                                        | Verdiana Zangaro                                                                   | Lontano dagli occhi                 | —                               |   |
| 2013 | Addio non lo so dire                 | Daniele Coro e Federica Camba                                               | Daniele Coro e Federica Camba                                        | Verdiana Zangaro                                                                   | Lontano dagli occhi                 | —                               |   |
| 2013 | Non sarà un arrivederci              | Daniele Coro e Federica Camba                                               | Daniele Coro e Federica Camba                                        | Alessandra Amoroso                                                                 | Amore puro                          | —                               |   |
| 2014 | Come fanno le stelle                 | Daniele Coro e Federica Camba                                               | Daniele Coro e Federica Camba                                        | Valerio Scanu                                                                      | Lasciami entrare                    | —                               |   |
| 2014 | A modo mio                           | Daniele Coro e Federica Camba                                               | Daniele Coro e Federica Camba                                        | Debora Iurato                                                                      | Amici 2014                          | —                               |   |
| 2014 | Splendida ostinazione                | Daniele Coro e Federica Camba                                               | Daniele Coro e Federica Camba                                        | Marco Carta                                                                        | Come il mondo                       | - Italia: Platino               |   |
| 2015 | Che giorno è                         | Daniele Coro, Federica Camba e Marco Masini                                 | Daniele Coro, Federica Camba e Marco Masini                          | Marco Masini                                                                       | Cronologia                          | —                               |   |
| 2015 | Inafferrabile                        | Daniele Coro e Federica Camba                                               | Daniele Coro e Federica Camba                                        | Anna Tatangelo                                                                     | Libera                              | —                               |   |
| 2015 | Tu non cambiare mai                  | Daniele Coro e Federica Camba                                               | Daniele Coro e Federica Camba                                        | Anna Tatangelo                                                                     | Libera                              | —                               |   |
| 2015 | Non volevo niente                    | Daniele Coro e Federica Camba                                               | Daniele Coro e Federica Camba                                        | Anna Tatangelo                                                                     | Libera                              | —                               |   |
| 2015 | Ho scelto di no                      | Daniele Coro e Federica Camba                                               | Daniele Coro e Federica Camba                                        | Marco Carta                                                                        | Come il mondo                       | - Italia: Oro                   |   |
| 2015 | Stupendo fino a qui                  | Daniele Coro e Federica Camba                                               | Daniele Coro e Federica Camba                                        | Alessandra Amoroso                                                                 | Vivere a colori                     | - Singolo omaggio               |   |
| 2016 | L'unica cosa da fare                 | Daniele Coro e Federica Camba                                               | Daniele Coro e Federica Camba                                        | Alessandra Amoroso                                                                 | Vivere a colori                     | —                               |   |
| 2016 | Appartenente                         | Daniele Coro e Federica Camba                                               | Daniele Coro e Federica Camba                                        | Alessandra Amoroso                                                                 | Vivere a colori                     | —                               |   |
| 2016 | Non sarà mai                         | Daniele Coro e Federica Camba                                               | Daniele Coro e Federica Camba                                        | Alessandra Amoroso                                                                 | Vivere a colori                     | —                               |   |
| 2016 | Music Speaks                         | Enrico Sibilla                                                              | Daniele Coro e Federica Camba                                        | Leonardo Cecchi, Eleonora Gaggero, Beatrice Vendramin, Saul Nanni e Federico Russo | Alex & Co. - We Are One             | —                               |   |
| 2016 | All the While                        | Enrico Sibilla                                                              | Daniele Coro e Federica Camba                                        | Leonardo Cecchi ed Eleonora Gaggero                                                | Alex & Co. - We Are One             | —                               |   |
| 2016 | Likewise                             | Enrico Sibilla                                                              | Daniele Coro e Federica Camba                                        | Giulia Guerrini e Federico Russo                                                   | Alex & Co. - We Are One             | —                               |   |
| 2016 | We are one                           | Enrico Sibilla                                                              | Daniele Coro e Federica Camba                                        | Leonardo Cecchi, Eleonora Gaggero, Beatrice Vendramin, Saul Nanni e Federico Russo | Alex & Co. - We Are One             | —                               |   |
| 2016 | Unbelievable                         | Enrico Sibilla                                                              | Daniele Coro e Federica Camba                                        | Leonardo Cecchi, Eleonora Gaggero, Beatrice Vendramin, Saul Nanni e Federico Russo | Alex & Co. - We Are One             | —                               |   |
| 2016 | Incredibile                          | Daniele Coro, Federica Camba, Enrico Sibilla e Marco Richetto               | Daniele Coro e Federica Camba                                        | Leonardo Cecchi e Beatrice Vendramin                                               | Alex & Co. - We Are One             | —                               |   |
| 2016 | Non so più amare                     | Daniele Coro e Federica Camba                                               | Daniele Coro e Federica Camba                                        | Marco Carta                                                                        | Come il mondo                       | —                               |   |
| 2016 | Tutto questo                         | Daniele Coro e Federica Camba                                               | Daniele Coro e Federica Camba                                        | Elodie                                                                             | Un'altra vita                       | —                               |   |
| 2016 | Anche quando                         | Daniele Coro e Federica Camba                                               | Daniele Coro e Federica Camba                                        | Marco Carta                                                                        | Come il mondo                       | —                               |   |
| 2016 | Come il mondo                        | Daniele Coro e Federica Camba                                               | Daniele Coro e Federica Camba                                        | Marco Carta                                                                        | Come il mondo                       | —                               |   |
| 2016 | Una semplice notizia                 | Daniele Coro e Federica Camba                                               | Daniele Coro e Federica Camba                                        | Marco Carta                                                                        | Come il mondo                       | —                               |   |
| 2016 | Welcome to your show                 | Enrico Sibilla                                                              | Daniele Coro e Federica Camba                                        | Leonardo Cecchi, Eleonora Gaggero, Beatrice Vendramin, Saul Nanni e Federico Russo | Welcome to Your Show                | —                               |   |
| 2016 | The magic of love                    | Daniele Coro, Federica Camba e Enrico Sibilla                               | Daniele Coro e Federica Camba                                        | Leonardo Cecchi                                                                    | Welcome to Your Show                | —                               |   |
| 2017 | Ma quale felicità                    | Daniele Coro e Federica Camba                                               | Daniele Coro, Federica Camba e Marco Masini                          | Marco Masini                                                                       | Spostato di un secondo              | —                               |   |
| 2017 | La massima espressione d'amore       | Daniele Coro, Federica Camba e Marco Masini                                 | Daniele Coro e Federica Camba                                        | Marco Masini                                                                       | Spostato di un secondo              | —                               |   |
| 2017 | Sono pazza di te                     | Daniele Coro e Federica Camba                                               | Daniele Coro e Federica Camba                                        | Elodie                                                                             | Tutta colpa mia                     | —                               |   |
| 2017 | Forte e chiaro                       | Daniele Coro e Federica Camba                                               | Daniele Coro e Federica Camba                                        | Federica Carta                                                                     | Federica                            | —                               |   |
| 2017 | Lo sbaglio migliore                  | Daniele Coro e Federica Camba                                               | Daniele Coro e Federica Camba                                        | Federica Carta                                                                     | Federica                            | —                               |   |
| 2017 | Sconfinata eternità                  | Daniele Coro e Federica Camba                                               | Daniele Coro e Federica Camba                                        | Federica Carta                                                                     | Federica                            | —                               |   |
| 2017 | The universe owes you one            | Enrico Sibilla                                                              | Daniele Coro e Federica Camba                                        | Leonardo Cecchi                                                                    | Alex&Co.                            | —                               |   |
| 2018 | Una grande festa                     | Daniele Coro, Federica Camba, Valerio Carboni e Luca Carboni                | Daniele Coro, Federica Camba, Valerio Carboni                        | Luca Carboni                                                                       | Sputnik                             | - Italia: Oro                   |   |
| 2018 | Rain & Shine - Ci sarò, ci sarai     | Enrico Sibilla                                                              | Daniele Coro e Federica Camba                                        | Federica Carta e Olivia Mai Barret                                                 | Penny on M.A.R.S.                   | —                               |   |
| 2018 | Forse domani                         | Daniele Coro e Federica Camba                                               | Daniele Coro e Federica Camba                                        | Alessandra Amoroso                                                                 | 10                                  | —                               |   |
| 2018 | Parola chiave                        | Daniele Coro e Federica Camba                                               | Daniele Coro e Federica Camba                                        | Alessandra Amoroso                                                                 | 10                                  | —                               |   |
| 2019 | La vita che vive                     | Daniele Coro e Federica Camba                                               | Daniele Coro e Federica Camba                                        | Anna Tatangelo                                                                     | La fortuna sia con me               | —                               |   |
| 2020 | Il confronto                         | Daniele Coro, Federica Camba e Marco Masini                                 | Daniele Coro, Federica Camba e Marco Masini                          | Marco Masini                                                                       | Masini+1 30th Anniversary           | —                               |   |
| 2020 | La parte chiara                      | Daniele Coro, Federica Camba e Marco Masini                                 | Daniele Coro, Federica Camba e Marco Masini                          | Marco Masini                                                                       | Masini+1 30th Anniversary           | —                               |   |
| 2020 | Insieme: grandi amori                | Daniele Coro, Francesco Renga e Diego Mancino                               | Daniele Coro, Francesco Renga e Diego Mancino                        | Francesco Renga                                                                    | —                                   | —                               |   |
| 2020 | La canzone dell'estate               | Daniele Coro, Alex Vella, Luca Carboni e Valerio Carboni                    | Daniele Coro, Alex Vella, Luca Carboni e Valerio Carboni             | Luca Carboni                                                                       | —                                   | —                               |   |
| 2020 | Amore permanente                     | Daniele Coro e Federica Camba                                               | Daniele Coro e Federica Camba                                        | Carmen Pierri                                                                      | 25                                  | —                               |   |
| 2021 | Amarsi è un miracolo                 | Daniele Coro, Alberto Urso e Diego Mancino                                  | Daniele Coro, Alberto Urso e Diego Mancino                           | Alberto Urso                                                                       | —                                   | —                               |   |
| 2021 | Forse neanche un bacio               | Daniele Coro, Alessandra Flora, Massimo Barberis e Cheope                   | Daniele Coro, Alessandra Flora, Massimo Barberis e Cheope            | Gaia Di Fusco                                                                      | Amici 2021                          | —                               |   |
| 2021 | Torneremo a scuola                   | Daniele Coro, Giulia Anania, Giuseppe Anastasi e Morgana Giovannetti        | Daniele Coro, Giulia Anania, Giuseppe Anastasi e Morgana Giovannetti | Giuseppe Anastasi                                                                  | —                                   | —                               |   |
| 2021 | Considerando                         | Daniele Coro, Federica Camba e Diego Mancino                                | Daniele Coro e Federica Camba                                        | Max Gazzè                                                                          | La matematica dei rami              | —                               |   |
| 2021 | Brava gente                          | Daniele Coro, Virginio Simonelli e Mattia Cerri                             | Daniele Coro, Virginio Simonelli e Mattia Cerri                      | Virginio                                                                           | —                                   | —                               |   |
| 2021 | Ti vedo da fuori                     | Daniele Coro, Federica Camba e Virginio Simonelli                           | Daniele Coro, Federica Camba e Virginio Simonelli                    | Alessandra Amoroso                                                                 | Tutto accade                        | —                               | — |
| 2021 | Atto di coraggio                     | Daniele Coro, Denise Faro, Diego Mancino e Virginio Simonelli               | Daniele Coro, Diego Mancino e Virginio Simonelli                     | Denise Faro                                                                        | Cambio di rotta                     | —                               | — |
| 2021 | 2123                                 | Daniele Coro, Denise Faro, Diego Mancino e Virginio Simonelli               | Daniele Coro, Diego Mancino e Virginio Simonelli                     | Denise Faro                                                                        | Cambio di rotta                     | —                               | — |
| 2021 | Fare finta di niente                 | Daniele Coro, Denise Faro, Diego Mancino e Virginio Simonelli               | Daniele Coro, Diego Mancino e Virginio Simonelli                     | Denise Faro                                                                        | Cambio di rotta                     | —                               | — |
| 2022 | Federico Fellini                     | Daniele Coro, Diego Mancino e Virginio Simonelli                            | Daniele Coro, Diego Mancino e Virginio Simonelli                     | Giusy Ferreri                                                                      | Cortometraggi                       | —                               | — |
| 2022 | Quello che abbiamo perso             | Daniele Coro, Diego Mancino e Giulia Anania                                 | Daniele Coro, Diego Mancino e Giulia Anania                          | Giusy Ferreri                                                                      | Cortometraggi                       | —                               | — |
| 2022 | M'incanta                            | Daniele Coro, Virginio e Diego Mancino                                      | Daniele Coro, Virginio e Diego Mancino                               | Virginio                                                                           | —                                   | -                               |   |
| 2022 | Siamo Speciale                       | Daniele Coro, Federica Camba                                                | Daniele Coro, Federica Camba                                         | Alex Wyse                                                                          | Ciò che abbiamo dentro              | —                               | - |
| 2022 | Il Panda Con Le Ali                  | Daniele Coro, Virginio                                                      | Daniele Coro, Virginio                                               | Mariapaola Chiummo                                                                 | Zecchino d’Oro                      | Prima Classificata 65ª Edizione | — |
| 2023 | Un milione di piccole tempeste       | Daniele Coro, Diego Mancino, Federica Camba, Virginio                       | Daniele Coro, Diego Mancino                                          | Gianni Morandi                                                                     | Evviva!                             | —                               | — |
| 2023 | Scivola                              | Daniele Coro, Federica Camba                                                | Daniele Coro, Federica Camba                                         | Federica Andreani                                                                  | Amici 2023                          | —                               | — |
| 2023 | Porno amatoriale                     | Isotta Carapelli, Diego Mancino                                             | Daniele Coro, Diego Mancino, Isotta Carapelli                        | Isotta                                                                             | Minuscola                           | —                               | — |
| 2023 | Più grande                           | Daniele Coro, Diego Mancino, Matteo Bocelli, Giulia Anania                  | Daniele Coro, Diego Mancino, Giulia anania                           | Francesco Renga Nek                                                                | RengaNek                            | —                               | — |
| 2023 | Sale                                 | Daniele Coro, Francesco Renga, Diego Mancino, Federica Camba                | Daniele Coro, Federica Camba, Diego Mancino                          | Francesco Renga Nek                                                                | RengaNek                            | —                               | — |
| 2023 | A fianco                             | Daniele Coro, Francesco Renga, Diego Mancino, Federica Camba                | Daniele Coro, Federica Camba, Diego Mancino                          | Francesco Renga Nek                                                                | RengaNek                            | —                               | — |
| 2023 | Piove(Solo L'Amore)                  | Daniele Coro, Diego Mancino, Vincenzo Colella, Silvia Tofani                | Daniele Coro, Diego Mancino                                          | Matteo Bocelli                                                                     | Matteo                              | —                               | — |
| 2023 | Vale La Pena                         | Daniele Coro, Laura Pausini, Virginio Simonelli, Diego Mancino              | Daniele Coro, Laura Pausini, Virginio Simonelli, Diego Mancino       | Laura Pausini                                                                      | Anime parallele                     | —                               | — |
| 2023 | Vale La Pena (Spanish Version)       | Daniele Coro, Laura Pausini, Virginio Simonelli, Diego Mancino, Denise Faro | Daniele Coro, Laura Pausini, Virginio Simonelli, Diego Mancino       | Laura Pausini                                                                      | Almas paralelas                     | —                               | — |
| 2024 | Mille domande                        | Daniele Coro, Virginio Simonelli, Alberto Urso                              | Daniele Coro, Virginio Simonelli, Alberto Urso, Fabio Arduini        | Alberto Urso                                                                       | —                                   | —                               |   |
| 2024 | Piccole cose                         | Daniele Coro, Manuel Schiavone                                              | Daniele Coro, Manuel Schiavone                                       | M.E.R.L.O.T.                                                                       | —                                   | —                               |   |
| 2024 | Bagnoschiuma                         | Daniele Coro, Diego Calvetti, Federico Sambungaro Baldini                   | Daniele Coro, Diego Calvetti, Federico Sambungaro Baldini            | Bianca Atzei                                                                       | —                                   | —                               |   |
| 2024 | Dolcevita                            | Daniele Coro, Diego Mancino, Federica Camba                                 | Daniele Coro, Diego Mancino, Federica Camba                          | Francesco Renga Nek                                                                | RengaNek                            | —                               | — |
| 2024 | Notte nera                           | Daniele Coro, Andres Eduardo Zapata Crespo, Virginio Nero                   | Daniele Coro, Andres Eduardo Zapata Crespo, Virginio Nero            | Virginio                                                                           | —                                   | —                               |   |
| 2024 | Noche negra                          | Daniele Coro, Andres Eduardo Zapata Crespo, Virginio Nero                   | Daniele Coro, Andres Eduardo Zapata Crespo, Virginio Nero            | Virginio                                                                           | —                                   | —                               |   |
| 2024 | Mi ami solo d'estate                 | Daniele Coro, Marco Fusano, Massimiliano Longo                              | Daniele Coro, Marco fusano                                           | Niveo                                                                              | —                                   | —                               |   |
| 2024 | Sceglersi un giorno                  | Daniele Coro, Federica Camba                                                | Daniele Coro, Federica Camba                                         | Martina Giovannini                                                                 | Al centro del panorama              | —                               | — |
| 2024 | È vero che vuoi restare              | Daniele Coro, Federica Camba                                                | Daniele Coro, Federica Camba                                         | Martina Giovannini                                                                 | Al centro del panorama              | —                               | — |
| 2024 | Amarene                              | Daniele Coro, Andres Eduardo Zapata Crespo, Virginio Nero                   | Daniele Coro, Andres Eduardo Zapata Crespo, Virginio Nero            | Virginio                                                                           | —                                   | —                               |   |
| 2024 | Amarenas                             | Daniele Coro, Andres Eduardo Zapata Crespo, Virginio Nero                   | Daniele Coro, Andres Eduardo Zapata Crespo, Virginio Nero            | Virginio                                                                           | —                                   | —                               |   |
| 2024 | Atlantide                            | Daniele Coro, Alberto Urso, Diego Mancino                                   | Daniele Coro, Alberto Urso, Diego Mancino                            | Alberto Urso                                                                       | —                                   | —                               |   |
| 2024 | Un posto piccolo                     | Daniele Coro, Marco Masini, Federica Camba                                  | Daniele Coro, Marco Masini, Federica Camba                           | Marco Masini                                                                       | 10 Amori                            | —                               | — |
| 2024 | Due fidanzati degli anni 30          | Daniele Coro, Marco Masini, Diego Mancino, Virginio Simonelli               | Daniele Coro, Marco Masini, Diego Mancino, Virginio Simonelli        | Marco Masini                                                                       | 10 Amori                            | —                               | — |
| 2025 | Favole                               | Daniele Coro, Irene Grandi, Martina Vinci                                   | Daniele Coro, Martina Vinci                                          | Irene Grandi                                                                       | —                                   | —                               |   |

## Come produttore, arrangiatore o musicista

### 2002
- Marquica, Sol amor y mar - chitarrista

### 2003
- Marquica, Easy - produttore, arrangiatore, chitarre, tastierista

### 2004
- Billow, Get-up - chitarrista

### 2005
- Dirotta su Cuba, Jaz (Album) - arrangiatore, chitarrista, tastierista
- LaCiz'co, Il catalizzatore - produttore, arrangiatore, chitarrista, tastierista

### 2006
- Cristina D'Avena, Il valzer del moscerino (Album) - chitarrista
- Versodverso, Antigravità - produttore, arrangiatore, chitarrista, tastierista

### 2007
- Versodverso, Io e te - produttore, arrangiatore, chitarrista, tastierista
- 2cento2, Buon compleanno - arrangiatore, chitarrista
- LaCiz'co feat Federica Camba, Brazil - produttore, arrangiatore, chitarrista, tastierista
- Nanni Svampa, Ma mì (Album) - chitarrista
- J-Ax, Fabio b e Dj Gruff, Il mio nemico - chitarrista

### 2009
- Alessandra Amoroso, Immobile (Certificazione Platino) - arrangiatore, chitarrista, tastierista
- Martina Stavolo, Due cose importanti - arrangiatore, chitarrista, tastierista
- Silvia Olari, Tutto il tempo che vorrai - arrangiatore, chitarrista, tastierista, bassista
- Martina Stavolo, Bisogna fare l'amore - produttore, arrangiatore, chitarrista, tastierista
- Martina Stavolo, La mia presenza - produttore, arrangiatore, chitarrista, programmatore
- Emma, Davvero - produttore, arrangiatore, chitarrista, tastierista
- Arianna Mereu, L'amore ha il suo punto di vista - arrangiatore, chitarrista, tastierista
- Loredana Errore, Ti amo - arrangiatore, chitarrista, tastierista
- Loredana Errore, La voce delle stelle chitarrista, tastierista e programmatore
- Noemi, All'infinito - coarrangiatore
- Valerio Scanu, Polvere di stelle - produttore, arrangiatore, chitarrista, tastierista

### 2010
- Alessandra Amoroso, Estranei a partire da ieri - vocal producer
- Alessandra Amoroso, Senza nuvole - vocal producer,
- Alessandra Amoroso, Arrivi tu - vocal producer
- Alessandra Amoroso, Ama chi ti vuole bene - vocal producer
- Federica Camba, Magari oppure no (Album) - produttore, arrangiatore, chitarrista, tastierista
- Federica Camba, C'est toi que j'aime (Vorrei Vederti ballare - original soundtrack) - produttore, arrangiatore, chitarrista
- Emma, Sembra strano - arrangiatore e chitarrista
- Emma, L'esigenza di te - arrangiatore e chitarrista
- Alessandra Amoroso, Dove sono i colori - co-arrangiatore, chitarrista
- Alessandra Amoroso, Non ho che te  - co-arrangiatore, chitarrista
- Alessandra Amoroso, Romantica ossessione - co-arrangiatore, chitarrista
- Alessandra Amoroso, Domani con gli occhi di ieri - chitarrista
- Luca Napolitano feat Federica Camba, A sud di NY - produttore, arrangiatore, chitarrista, programmatore
- Giorgia Urrico, Dall'altra parte - produttore, arrangiatore, chitarrista, tastierista
- L'Aura Abela, Favola testarda - chitarrista

### 2011/12
- Emma, Scusa se vado via - produttore, arrangiatore, chitarrista, tastierista
- Marco Carta, Necessità lunatica (Certificazione Oro) - produttore, arrangiatore, chitarrista, programmatore
- Marco Carta, Fammi entrare - produttore, arrangiatore, chitarrista, tastierista
- Marco Carta, Ti voglio bene - produttore, arrangiatore, chitarrista, programmatore
- Marco Carta, Solo un ricordo ma immenso - produttore, arrangiatore, chitarrista, programmatore
- Marco Carta, Ritorni mia - produttore, arrangiatore, chitarrista, tastierista

### 2013
- Federica Camba, Buonanotte sognatori (Album) - produttore, arrangiatore, chitarrista, tastierista
- Nek, Congiunzione astrale - coarrangiatore
- Nek, La metà di niente - coarrangiatore

### 2014
- Marco Carta, Splendida ostinazione (Certificazione Platino) - produttore, arrangiatore, chitarrista, tastierista
- Marco Carta, Merry Christmas (Album) - produttore, arrangiatore, chitarrista, programmatore

### 2015
- Marco Masini, Che giorno è (6º classificato al Festival di Sanremo 2015) - arrangiatore
- Marco Carta, Ho scelto di no (Certificazione Oro) - produttore, arrangiatore, chitarrista, tastierista

### 2016
- Alex & Co, We Are One (Album) - produttore, arrangiatore, chitarrista, bassista, tastierista
- Marco Carta, Non so più amare - produttore, arrangiatore, chitarrista, programmatore
- Marco Carta, Una semplice notizia - produttore, arrangiatore, chitarrista, programmatore
- Alex & Co, Welcome to Your Show (Album) - produttore, arrangiatore, chitarrista, tastierista
- Federica Camba, Storie di periferia (Brano) - produttore, arrangiatore, chitarrista

### 2017
- Marco Masini, Ma quale felicità (Brano) - arrangiatore, chitarrista, bassista, tastierista, programmatore.
- Marco Masini, La massima espressione d'amore (Brano) - arrangiatore, chitarrista, bassista, tastierista, programmatore.
- Leonardo Cecchi (Disney) (Alex & Co) The universe owes you one (Brano) - produttore, arrangiatore, chitarrista

### 2018
- Luca Carboni, Una grande festa (Brano) - co-arrangiatore
- Penny on M.A.R.S. (Disney), Rain+Shine - produttore, arrangiatore, chitarrista, tastierista, programmatore.
- Penny on M.A.R.S. (Disney), Rain+Shine - Ci sarò, ci sarai (Federica Carta - Olivia-Mai Barrett) - produttore, arrangiatore, chitarrista, tastierista, programmatore.

### 2019
- Anna Tatangelo, La vita che vive (Brano) - produttore, arrangiatore, chitarrista, tastierista, programmatore.

### 2020
- Marco Masini, Il confronto (Brano) - produttore, arrangiatore, chitarrista, tastierista, programmatore, mixing.
- Marco Masini, La parte chiara (Brano) - produttore, arrangiatore, chitarrista, tastierista, programmatore, mixing.
- Marco Masini, Vaffanculo (Brano) con Luca Carboni - produttore, arrangiatore, chitarrista, tastierista, programmatore, mixing.
- Francesco Renga, Insieme: grandi amori (Brano) - co-produttore, co-arrangiatore, chitarrista, tastierista, programmatore.
- Calzedonia, Suddenly I See (Cover) - produttore, chitarrista, tastierista, programmatore, mixing.
- Intimissimi, I Love To Love (Cover) - produttore, arrangiatore, chitarrista, tastierista, programmatore.
- Denise Faro, Jacuzzi (Brano) - produttore, arrangiatore, chitarrista, tastierista, programmatore.

### 2021
- Alberto Urso, Amarsi é un miracolo (Brano) - produttore, arrangiatore, chitarrista, tastierista, programmatore, mixing.
- Giuseppe Anastasi, Torneremo a scuola (Brano) - produttore, arrangiatore, chitarrista, tastierista, programmatore, mixing.
- Virginio (cantante), Rimani (Brano) - produttore, arrangiatore, chitarrista, tastierista, programmatore, mixing.
- Denise Faro, Evergreen (Brano) - co-produttore, co-arrangiatore, chitarrista, tastierista, programmatore, mixing.
- Max Gazzè, Considerando (Brano) - co-arrangiatore, programmatore.
- Virginio (cantante), Brava Gente (Brano) - produttore, arrangiatore, chitarrista, tastierista, programmatore, mixing.
- Alessandra Amoroso, Ti Vedo Da Fuori (Brano) - co-arrangiatore, chitarrista, tastierista, programmatore.
- Denise Faro, Cambio di rotta (Album) - produttore, arrangiatore, chitarrista, tastierista, programmatore, mixing.

### 2022
- Virginio, M'incanta (Brano) - produttore, arrangiatore, chitarrista, tastierista, programmatore, mixing.

### 2023
- Gianni Morandi, Un milione di piccole tempeste (Brano) - produttore, arrangiatore, chitarrista, tastierista, programmatore, mixing.
- Francesco Renga/Nek, Più Grande (Brano) - produttore, arrangiatore, chitarrista, tastierista, programmatore.
- Francesco Renga/Nek, Sale (Brano) - produttore, arrangiatore, chitarrista, tastierista, programmatore.
- Francesco Renga/Nek, A Fianco (Brano) - produttore, arrangiatore, chitarrista, tastierista, programmatore.
- Matteo Bocelli, Piove (Solo L'Amore) (Brano) - produttore, arrangiatore, chitarrista, tastierista, programmatore.

### 2024
- Alberto Urso, Mille Domande (Brano) - produttore, arrangiatore, chitarrista, tastierista, programmatore.
- M.E.R.L.O.T., Piccole Cose (Brano) - produttore, arrangiatore, chitarrista, bassista, tastierista, programmatore, mixing.
- Virginio, Notte Nera (Brano) - produttore, arrangiatore, chitarrista, tastierista, programmatore, mixing.
- Virginio, Noche Negra (Brano) - produttore, arrangiatore, chitarrista, tastierista, programmatore, mixing.
- RengaNek, Dolcevita (Singolo) - produttore, arrangiatore, chitarrista, tastierista, programmatore.
- Virginio, Amarene (Brano) - produttore, arrangiatore, chitarrista, tastierista, programmatore, mixing.
- Virginio, Amarenas (Brano) - produttore, arrangiatore, chitarrista, tastierista, programmatore, mixing.
- Marco Masini, Un posto piccolo (Brano) - produttore, arrangiatore, chitarrista, tastierista, programmatore, mixing.
- Marco Masini, Due fidanzati degli anni 30 (Brano) - produttore, arrangiatore, chitarrista, tastierista, programmatore, mixing.